# 地福站

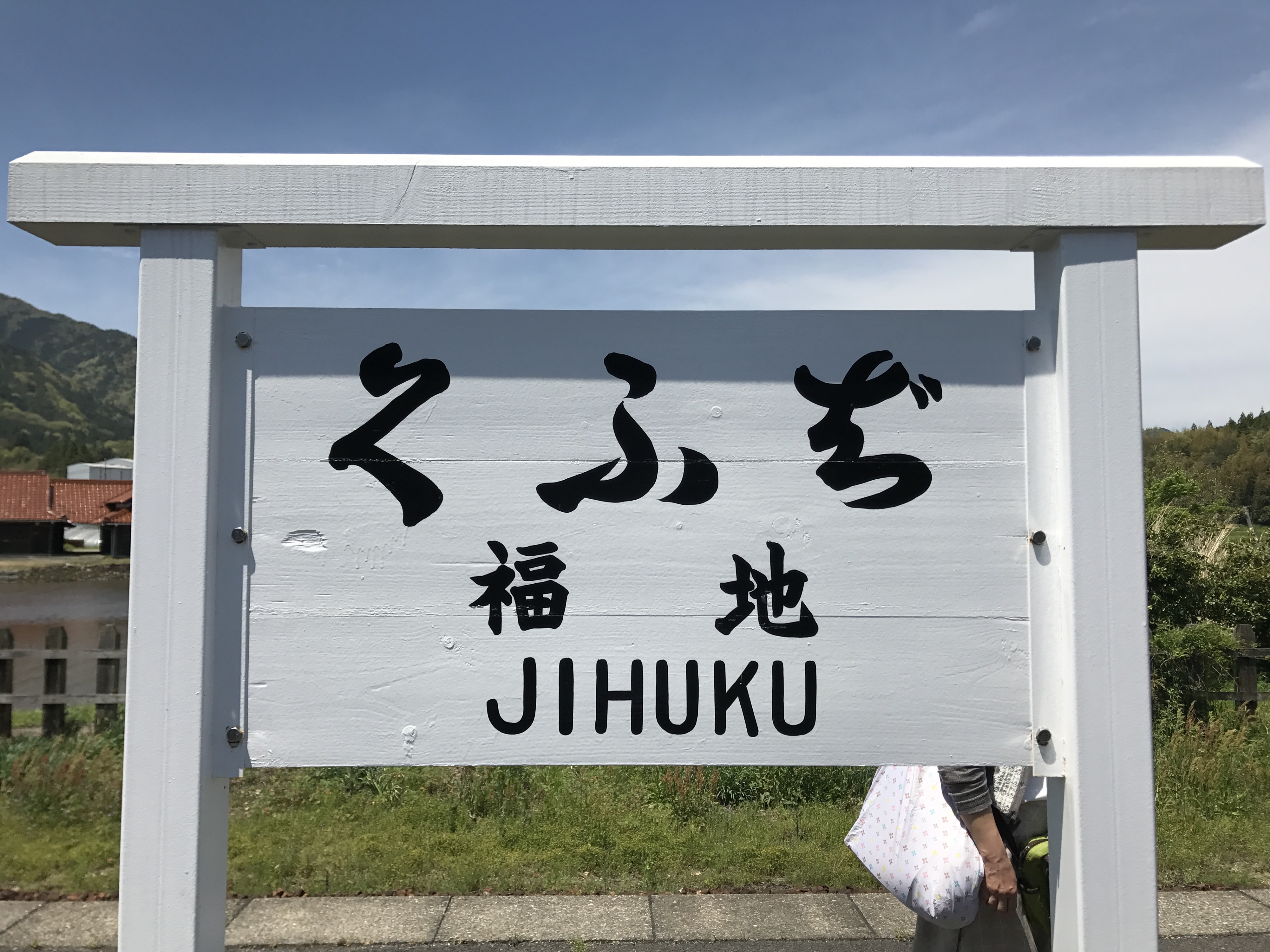
觀光專用站名牌

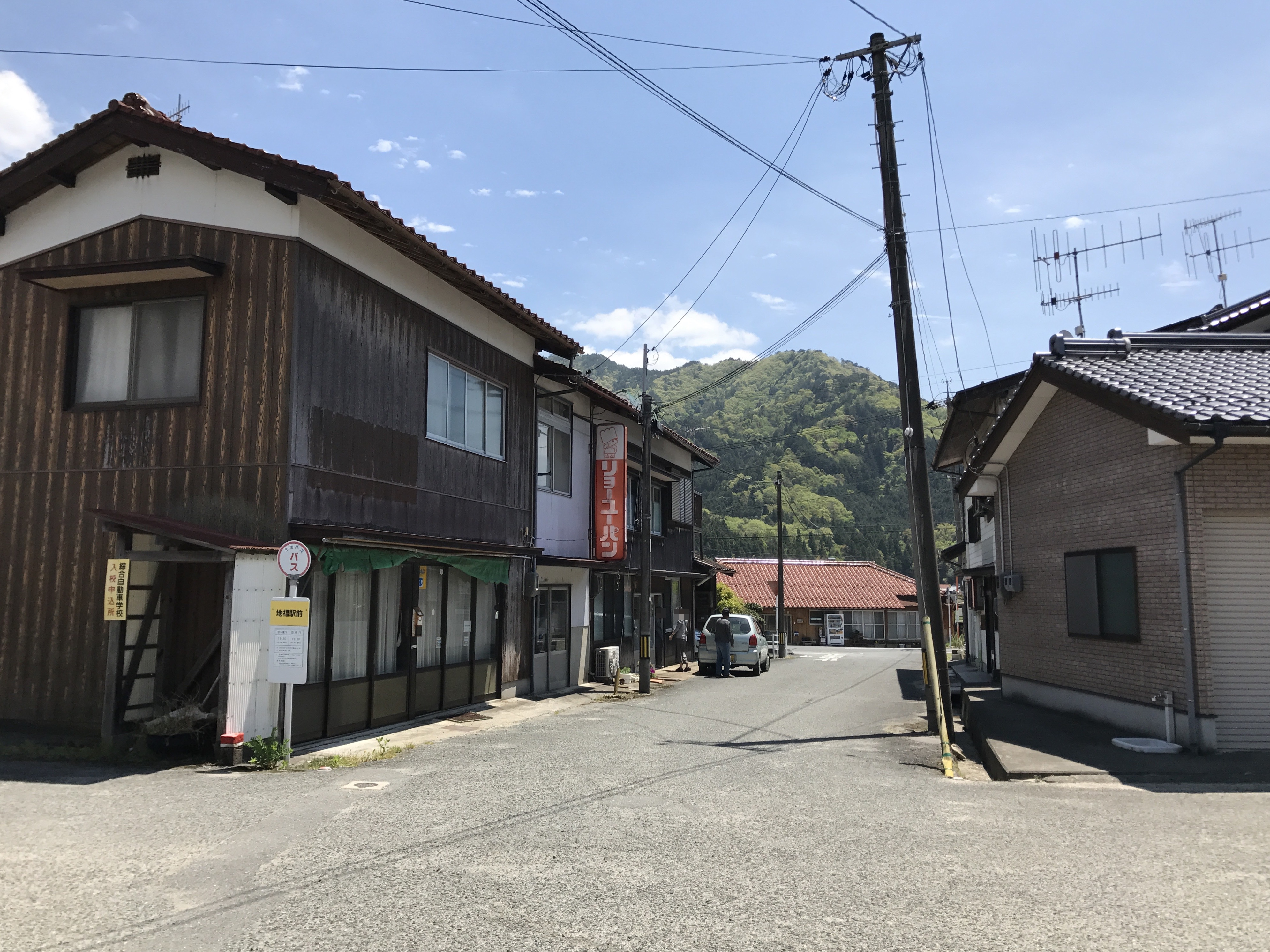
站前風景

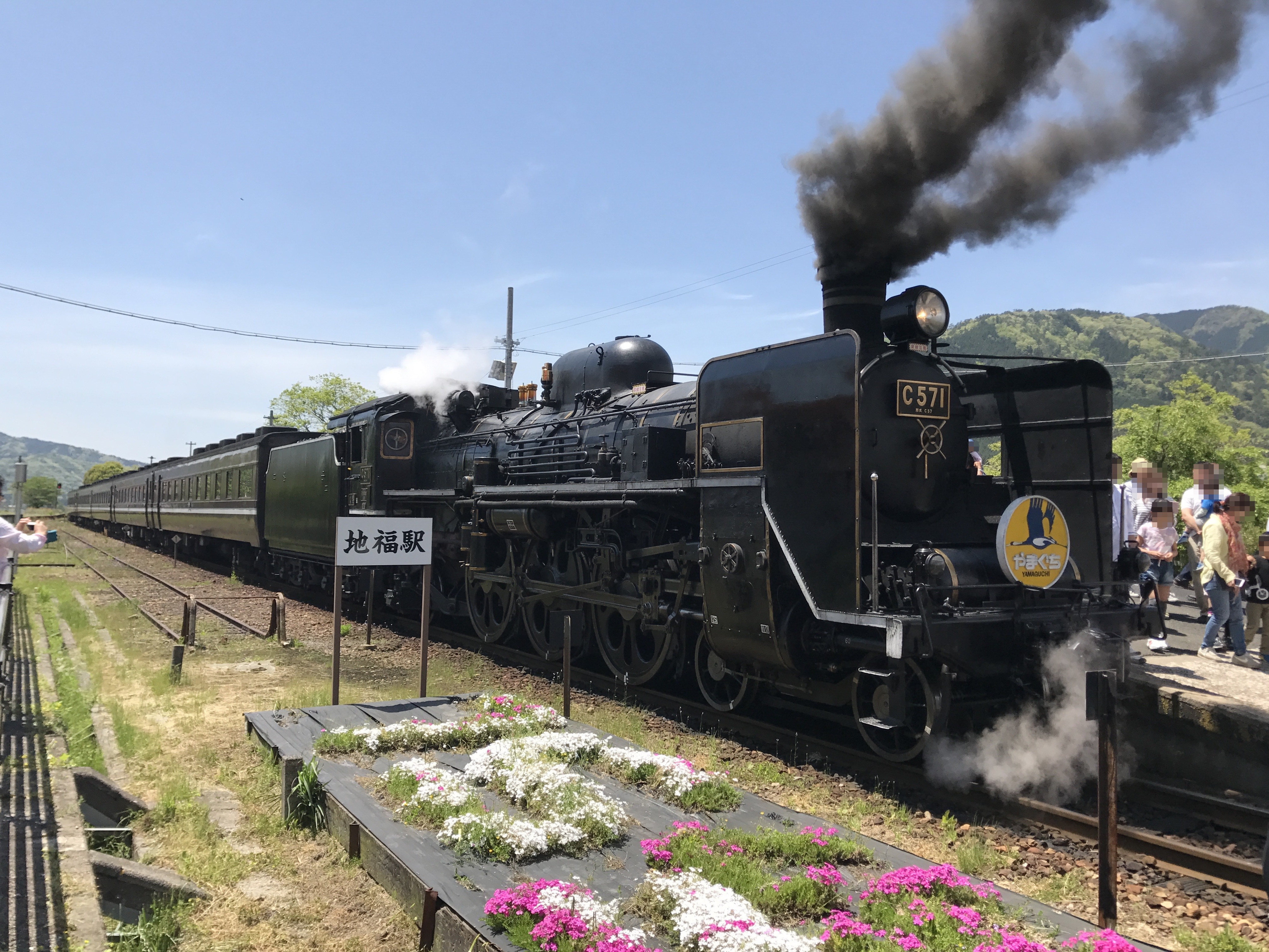
停靠中的「SL山口號列車」

地福站（日语：／ Jifuku eki */?）是位於山口縣山口市阿東地福上字惣原，西日本旅客鐵道（JR西日本）的山口線車站。

## 歷史
- 1918年（大正7年）11月3日 - 山口線三谷站至德佐站之間開通，此站啟用[1]。
  - 當時車站位於山口縣阿武郡地福村（日语：地福村）地福上字惣原。
- 1955年（昭和30年）4月1日 - 隨著阿東町成立，車站地址變為山口縣阿武郡阿東町地福上字惣原。
- 1971年（昭和46年）8月10日 - 終束貨物起卸業務[2]。
- 1987年（昭和62年）4月1日 - 伴隨國鐵分割民營化，車站由西日本旅客鐵道（JR西日本）營運[3]。
- 2010年（平成22年）1月16日 - 隨著阿東町編入山口市（第三次），車站地址變成現時的地址。
- 2013年（平成25年）7月28日 - 發生暴雨成災（日语：平成25年7月28日の島根県と山口県の大雨），包括此站在內，宮野站至益田站之間暫停服務（宮野站至地福站之間於8月5日重開，津和野站至益田站於11月16日重開）。地福站至津和野站之間重開日期為平成26年8月23日[4]。

## 車站構造
車站是一座地面車站，設有1面2線的島式月台。此站是由新山口站管理的無人車站。車站大樓位於上行線南邊靠近益田一方。月台與大樓之間設有站內平交道連接。此站沒有自動售票機。

### 月台
| 月台              | 路線    | 上下行 | 方向             |
| ----------------- | ------- | ------ | ---------------- |
| 車站大樓一方（1） | ■山口線 | 上行   | 山口、新山口方向 |
| 車站大樓對面（2） | ■山口線 | 下行   | 津和野、益田方向 |

實際上沒有上述月台編號。上述編號只限列車運輸指令上的編號。另外，任何月台可從兩方向進站或出發。此站是山口線唯一可列車交會車站中，沒有敷設安全側線的車站。

## 利用狀況
以下為近年的乘車人次列表：
| 年度 | 1日平均 乘車人次 |
| ---- | ---------------- |
| 1999 | 84               |
| 2000 |                  |
| 2001 | 67               |
| 2002 | 61               |
| 2003 | 66               |
| 2004 | 61               |
| 2005 | 50               |
| 2006 | 43               |
| 2007 | 41               |
| 2008 | 40               |
| 2009 | 40               |
| 2010 | 39               |
| 2011 | 37               |
| 2012 | 32               |
| 2013 | 39               |
| 2014 | 46               |
| 2015 | 30               |
| 2016 | 25               |
| 2017 | 24               |
| 2018 | 22               |
| 2019 | 20               |

## 車站周邊
- 地福郵局
- 山口市立阿東中學
- 地福八幡宮
- 蘋果園 - 位於車站大樓北邊。
- 國道9號

## 相鄰車站
西日本旅客鐵道（JR西日本）
■山口線
- 臨時快速「SL山口號」停車站（只限下行）

名草－地福－鍋倉

## 注腳
1. 1 2  歴史でめぐる鉄道全路線 国鉄・JR 7号、12頁
2. ↑  「山口線を大幅合理化 長門峡駅を無人化に」『中國新聞』昭和46年7月2日山口版.8面
3. ↑  歴史でめぐる鉄道全路線 国鉄・JR 7号，15頁
4. ↑  山陰線（須佐～奈古駅間）、山口線（地福～津和野駅間）の運転再開見込みなどについて （页面存档备份，存于）（日語） - 西日本旅客鐵道新聞稿，2014年7月16日
5. ↑  山口県統計年鑑 （页面存档备份，存于）（日語） - 山口縣

## 外部連結
- 地福｜車站資訊：JR出門網 - 西日本旅客鐵道（日語）